# Катона, Стефан
Стефан (Иштван) Катона (венг. Katona István; 13 декабря 1732[…], Больковце, Банска-Бистрицкий край — 17 августа 1811, Калоча, Австрийская империя) — аббат, венгерский историк.
Его главные труды: «Synopsis chronologica» (1771, 1775), «Historia critica regum Hungariae» (40 т., 1779—1817), «Orationes» (Пешт, 1813).

## Биография
В 1750 году вступил в Орден иезуитов в Тренчине. В Кошице получил степень в гуманитарных науках, затем степень в богословии в Трнавском университете. Работал учителем младших классов в гимназиях Дьёндьёша, Надьварада и Комарно. В 1761 году рукоположён в священники. Читал лекции по мировой и венгерской истории и риторике в Трнавском колледже. С 1770 года занимал должность профессором в Трнавском университете, а с 1773 до 1784 года — в Пештском университете. В ходе реформам Иосифа II Орден иезуитов был распущен, преподавание истории Венгрии прекращено, в связи с чем 13 декабря 1784 года Катона подал в отставку. После этого жил в Эстергоме, путешествовал по стране, собирая исторические памятники. В 1790 году перебрался в Калочу, где устроился библиотекарем к местному архиепископу. Умер в 1811 году, похоронен перед алтарём Калочского собора.